# Joseph Christian Brenner
Joseph Christian Brenner, Szinnyeinél téves keresztnévvel Brenner János Keresztély (Szerdahely, ? – Szászorbó, 1819. augusztus 28.) evangélikus lelkész, tanár.

## Élete
Lukas Brenner evangélikus lelkész fia volt; Nagyszebenben tanult és 1796 áprilisában a lipcsei egyetemre ment. Visszatérte után mint gimnáziumi tanár, majd mint lelkész szolgált Nagyszebenben; 1807. március 8-tól Doborkára, 1819 januárjában Szászorbóra ment lelkésznek, ahol azon év nyarán főbe lőtte magát.

## Munkája
De pronunciatione linguae graecae Erasmica dissertatio. Cibinii: Hochmeister. 1802.